# La invasión sin paralelo
La invasión sin paralelo (Título original en inglés: The Unparalleled Invasion) es un relato escrito por Jack London. Fue publicado por primera vez en la revista McClure's en julio de 1910.

## Sinopsis
La acción transcurre en el futuro año 1976, es futuro porque el relato fue escrito en el año 1910. Narra el ascenso de China a potencia mundial y la posterior contienda con el resto del mundo. Desde principio del siglo XX, la población de China crece constantemente, y mediante la emigración va conquistando sus países vecinos. La expansión de China siguió en todas direcciones terrestres. La operación era muy simple. Primero venía la emigración, o mejor dicho ya estaba instalada, se había ido introduciendo lentamente y disimuladamente en los años precedentes. Luego chocaban las armas y toda oposición era barrida por una monstruosa oleada de milicianos seguidos de sus familias y de sus enseres domésticos. Finalmente se establecían como colonos en los territorios conquistados. 
Finalmente los Estados Unidos de América y otras potencias occidentales lanzan una campaña de guerra biológica contra China, lo que resulta en la destrucción total de la población de China, y su colonización por las potencias occidentales. La historia termina con las naciones del mundo prometiendo solemnemente no utilizar las mismas técnicas que habían utilizado contra China.